# Ioannes Tzetzes
Ioannes Tzetzes (řecky: Ἰωάννης Τζέτζης; asi 1110 Konstantinopol – 1180 Konstantinopol) byl byzantský básník a gramatik 12. století. Významně přispěl k uchování mnoha cenných informací ze starověké řecké literatury a vzdělanosti. Z jeho četných děl je nejdůležitější Kniha dějin. Ceněny jsou také Allegoriai, výklady Homérovy Iliady a Odyssei.

## Život
Tzetzes sám sebe popsal jako  Řeka z otcovy strany a Ibera (Gruzínce) z matčiny strany. Tzetzes ve svých dílech rovněž uvádí, že jeho babička byla příbuznou gruzínské bagratidské princezny Marie z Alanie. Dostalo se mu slušného vzdělání, v patnácti letech se naučil hebrejsky a syrsky (dialekt aramejštiny). Nějakou dobu pracoval jako tajemník provinčního guvernéra a později si začal vydělávat na živobytí vyučováním a psaním. Byl popisován jako ješitný, zdá se, že nesnášel jakýkoli pokus o soupeření a násilně napadal své kolegy gramatiky. Měl citlivý vztah ke zvířatům a občas se kvůli tomu uchyloval k vegetariánství. Kvůli nedostatku písemného materiálu byl nucen důvěřovat své paměti, proto ho někteří historici nevidí jako zcela důvěryhodný zdroj. Nedostatek knih sám zdůvodňoval svou chudobou.

## Dílo
Tzetzes publikoval sbírku 107 svých Dopisů adresovaných částečně fiktivním nebo neidentifikovaným osobám a částečně vlivným své doby. Obsahují značné množství sociálních a biografických informací a jsou plné narážek na historii, rétoriku a mytologii.
Během renesance se však nejvlivnějším z jeho mnoha děl stala Kniha dějin, obvykle nazývaná Chiliades ("Tisíce") podle svévolného rozdělení jejím prvním editorem do knih, z nichž každá obsahuje přesně 1000 řádků. Dílo se skládá z 12 674 řádků veršů, rozdělených do 660 témat, z nichž každé je glosou k literárnímu, historickému nebo jinému učenému odkazu v jednom z jeho publikovaných dopisů. Tato sbírka literárních, historických, teologických a starožitných zajímavostí poskytuje důležitý obraz intelektuálního světa Konstantinopole v polovině 12. století a také uchovává fragmenty více než 200 starověkých autorů, včetně mnoha, jejichž díla byla ztracena. Celkový počet citovaných autorů je více než 400. Kniha obsahuje mnoho informací, které v jiných starověkých zdrojích nejsou k dispozici.
Tzetzes doplnil Homérovu Iliadu dílem, které začíná zrozením Parida a končí návratem Achájů domů. V Antehomerice Tzetzes vzpomíná na události, které se odehrály před Homérovou Iliadou. Po této práci následovala Homérie, pokrývající události Iliady, a Posthohorika, informující o událostech, které se odehrály mezi Iliadou a Odysseou.
Homérské alegorie jsou dvě didaktické básně, první založená na Iliadě a druhá na Odyssei, ve které jsou Homér a homérská teologie vyloženy a poté vysvětleny pomocí tří druhů alegorií: euhemeristické (πρακτική), anagogické (ψυχική) a fyzikální (στοιχειακή). 
Tzetzes také napsal komentáře k řadě řeckých autorů, z nichž nejdůležitější je ten, který objasňuje obskurní Kassandru nebo Alexandru helénistického básníka Lykofróna. Dílo je obvykle nazýváno O Lykofrónovi a snad ho napsal s bratrem Izákem. Lze se také zmínit o dramatické črtě v jambickém verši, v níž jsou líčeny rozmary osudu a bídný úděl učenců nebo o jambické básni o smrti císaře Manuela I. Komnena, která je pozoruhodná tím, že na začátku každého řádku uvádí poslední slovo předcházejícího verše.